# Фенн, Альберт
А́льберт «Эл» Фенн (англ. Albert «Al» Fenn; 1912 — 4 июня 1995, Тусон, Аризона, США) — американский фотограф.
Сын преподавателя физики и актрисы. В 1931 году на его первую поездку в Европу родители подарили ему фотоаппарат Leica, после чего он решил стать фотографом. С 1941 по 1962 год сотрудничал с журналом Life, в том числе с 1946 года — в качестве штатного фотографа. Фенн специализировался на научной фотографии, однако круг его фотографических интересов был очень обширен: от птенцов до торпед и от срочной воинской службы Элвиса Пресли до первых шагов американской космической программы.
Скончался в возрасте 82 лет в городе Тусоне, штат Аризона, США.